# اچ‌دی ۱۰۷۱۴۸
اچ‌دی ۱۰۷۱۴۸ یک ستاره است که در صورت فلکی دوشیزه قرار دارد.